# 张国庆 (1952年)
张国庆（1952年9月—），男，北京人，中华人民共和国外交官，曾任中华人民共和国驻宋卡总领事、中华人民共和国驻清迈总领事和中华人民共和国驻吉布提共和国特命全权大使。

## 生平
1978年，毕业于北京大学东语系，进入中华人民共和国外交部工作。1998年7月，出任中华人民共和国驻宋卡总领事。2001年6月，出任中华人民共和国驻清迈总领事。2003年7月，自驻清迈总领事离任。后任驻泰国大使馆公使衔参赞、首席馆员。2008年11月，出任中华人民共和国驻吉布提大使。2013年3月，自驻吉布提大使离任。

## 家庭
妻子是刘兰珍。